# Nackter Spatz
Nackter Spatz oder einfach Spatz sowie Gefiederter Spatz sind einfache Würfelspiele mit einem einzelnen Würfel und einem Würfelbecher für beliebig viele Mitspieler. Nackter Spatz wird auch in Spielesammlungen regelmäßig in die entsprechenden Regelhefte aufgenommen.

## Spielweise

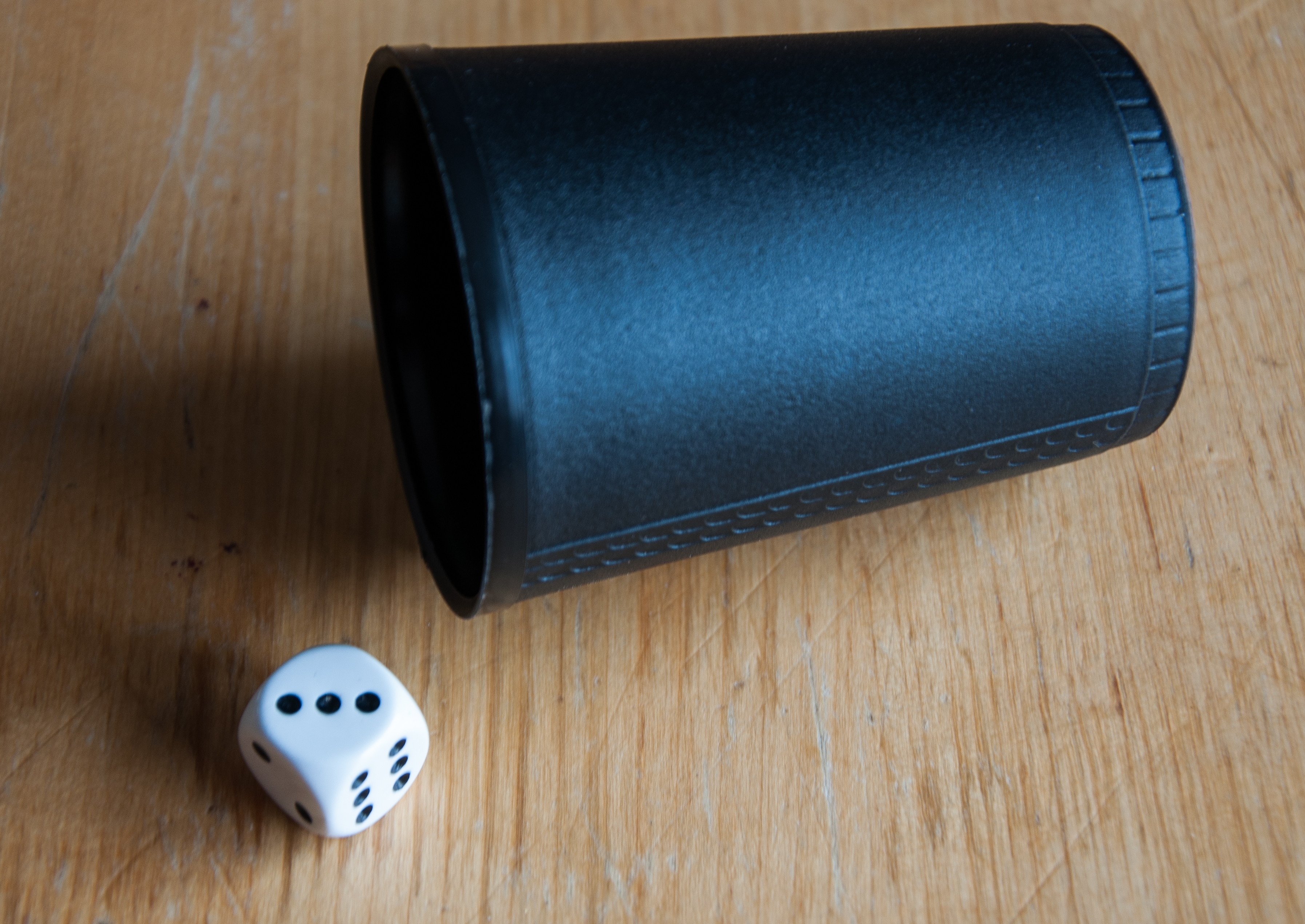
Nackter Spatz wird mit einem einzelnen Würfel und Würfelbecher gespielt.

Das Spiel wird reihum gespielt, dabei würfelt jeder Spieler für seinen linken Nachbarn und übergibt diesem den Wurf durch den Becher verdeckt. Der Nachbar hebt den Würfelbecher an und bekommt die gewürfelten Augen angeschrieben. Wurde eine Eins, ein „nackter Spatz“, gewürfelt, bekommt der Werfer einen Punkt abgezogen und der Nachbar bekommt keine Punkte angeschrieben. Der Gewinner ist der Spieler, der nach einer festgesetzten Anzahl Runden, meist fünf oder sechs, die wenigsten Punkte hat; er wird als „nackter Spatz“ geehrt.
Alternativ kann beim Nackten Spatz auch die Regel gelten, dass bei einer Eins der Aufdecker verloren hat und ausscheidet – andere Würfe zählen nicht. Bei zwei Spielern erhält der Verlierer einen Streichholz von seinem Mitspieler, gewonnen hat derjenige, der zuerst keine Streichhölzer mehr hat. Bei mehreren Spielern erhält der Verlierer den Streichholz aus einem zentralen „Holzhofe“ oder von seinem rechten Mitspieler. Beim Gefiederten Spatz gelten die gleichen Regeln, allerdings ist in diesem Fall die Fünf der „Spatz“ und der Würfler verliert.

## Belege
1. 1 2  „Bis Einhunderteins“ In: Erhard Gorys: Das Buch der Spiele. Manfred Pawlak Verlagsgesellschaft, Herrsching o. J.; S. 403. (Anmerkung: Gorys vertauscht in seiner Darstellung die Überschrift von Nackter Spatz mit dem Spiel Bis Einhunderteins)
2. ↑  „Nackter Spatz“ In: 100er Spielesammlung (Memento des Originals vom 26. März 2016 im Internet Archive)  Info: Der Archivlink wurde automatisch eingesetzt und noch nicht geprüft. Bitte prüfe Original- und Archivlink gemäß Anleitung und entferne dann diesen Hinweis.. Spielregelheft der Spielesammlung des Nürnberger Spielkartenverlags; S. 6–7.
3. ↑  Bernd Brucker: Die schönsten Würfelspiele: Klassiker und neue Ideen für Kinder und Erwachsene. Heyne Verlag, 2009; S. 20. ISBN 978-3-641-01354-7
4. 1 2  „Spatz“ In: Friedrich Pruss: Würfelspiele. Falken Verlag, Niedernhausen 1998; S. 9–10. ISBN 3-635-60129-2.